# Gardner (Massachusetts)
Gardner és una població dels Estats Units a l'estat de Massachusetts. Segons el cens del 2000 tenia 20.770 habitants.

## Demografia
Segons el cens del 2000, Gardner tenia 20.770 habitants, 8.282 habitatges, i 5.085 famílies. La densitat de població era de 361,4 habitants/km².
Dels 8.282 habitatges en un 30,3% hi vivien nens de menys de 18 anys, en un 44,4% hi vivien parelles casades, en un 12,7% dones solteres, i en un 38,6% no eren unitats familiars. En el 32,4% dels habitatges hi vivien persones soles el 13,5% de les quals corresponia a persones de 65 anys o més que vivien soles. El nombre mitjà de persones vivint en cada habitatge era de 2,35 i el nombre mitjà de persones que vivien en cada família era de 2,97.
Per edats la població es repartia de la següent manera: un 23,7% tenia menys de 18 anys, un 7,7% entre 18 i 24, un 31,8% entre 25 i 44, un 20,7% de 45 a 60 i un 16,1% 65 anys o més.
L'edat mediana era de 38 anys. Per cada 100 dones de 18 o més anys hi havia 103,7 homes.
La renda mediana per habitatge era de 37.334 $ i la renda mediana per família de 47.164$. Els homes tenien una renda mediana de 35.804 $ mentre que les dones 26.913$. La renda per capita de la població era de 18.624$. Entorn del 7% de les famílies i el 9,6% de la població estaven per davall del llindar de pobresa.

## Poblacions més properes
El següent diagrama mostra les poblacions més properes.